# Arcidiocesi di San Francisco
L'arcidiocesi di San Francisco (in latino: Archidioecesis Sancti Francisci in California) è una sede metropolitana della Chiesa cattolica negli Stati Uniti d'America. Nel 2022 contava 475.000 battezzati su 1.890.000 abitanti. È retta dall'arcivescovo Salvatore Joseph Cordileone.

## Territorio
L'arcidiocesi comprende le contee di San Francisco, San Mateo e Marin, nello Stato della California (Stati Uniti).
Sede arcivescovile è la città di San Francisco, dove si trova la cattedrale di Santa Maria Assunta (Saint Mary of the Assumption).
Il territorio si estende su 6.023 km² ed è suddiviso in 88 parrocchie.

### Provincia ecclesiastica
La provincia ecclesiastica di San Francisco, istituita nel 1853, comprende le seguenti suffraganee:
- diocesi di Honolulu (Hawaii),
- diocesi di Oakland,
- diocesi di Sacramento,
- diocesi di San Jose in California,
- diocesi di Santa Rosa in California,
- diocesi di Stockton.

## Storia
L'arcidiocesi è stata eretta il 29 luglio 1853, con la bolla Ad animarum regimen di papa Pio IX, ricavandone il territorio dalla diocesi di Monterey. In origine l'arcidiocesi comprendeva un territorio vastissimo, dal fiume Colorado ad est fino al Pacifico ad ovest, dal 42º parallelo Nord fino al confine con la diocesi di Monterey a sud.
Ha ceduto a più riprese porzioni del suo territorio a vantaggio dell'erezione di nuove circoscrizioni ecclesiastiche:
- il vicariato apostolico di Marysville il 27 settembre 1860, elevato a diocesi con il nome di Grass Valley il marzo 1868; a questa sede, contestualmente rinominata diocesi di Sacramento, cedette altre porzioni di territorio il 28 maggio 1886;
- il vicariato apostolico dello Utah e del Nevada orientale (oggi diocesi di Salt Lake City) il 23 novembre 1886;
- le diocesi di Oakland, di Santa Rosa e di Stockton  il 13 maggio 1962;
- la diocesi di San Jose il 27 gennaio 1981.

## Cronotassi dei vescovi
Si omettono i periodi di sede vacante non superiori ai 2 anni o non storicamente accertati.
- José Sadoc Alemany y Conill, O.P. † (29 luglio 1853 - 21 dicembre 1884 dimesso[2])
- Patrick William Riordan † (21 dicembre 1884 succeduto - 27 dicembre 1914 deceduto)
- Edward Joseph Hanna † (1º giugno 1915 - 2 marzo 1935 dimesso[3])
- John Joseph Mitty † (2 marzo 1935 succeduto - 15 ottobre 1961 deceduto)
- Joseph Thomas McGucken † (19 febbraio 1962 - 16 febbraio 1977 ritirato)
- John Raphael Quinn † (16 febbraio 1977 - 27 dicembre 1995 dimesso)
- William Joseph Levada † (27 dicembre 1995 succeduto - 13 maggio 2005 nominato prefetto della Congregazione della Dottrina della Fede)[4]
- George Hugh Niederauer † (15 dicembre 2005 - 27 luglio 2012 ritirato)
- Salvatore Joseph Cordileone, dal 27 luglio 2012

## Statistiche
L'arcidiocesi nel 2022 su una popolazione di 1.890.000 persone contava 475.000 battezzati, corrispondenti al 25,1% del totale.
| anno | popolazione | popolazione | popolazione | presbiteri | presbiteri | presbiteri | presbiteri                | diaconi | religiosi | religiosi | parrocchie |
| anno | battezzati  | totale      | %           | numero     | secolari   | regolari   | battezzati per presbitero | diaconi | uomini    | donne     | parrocchie |
| ---- | ----------- | ----------- | ----------- | ---------- | ---------- | ---------- | ------------------------- | ------- | --------- | --------- | ---------- |
| 1950 | 650.000     | 3.000.000   | 21,7        | 879        | 483        | 396        | 739                       |         | 736       | 2.374     | 194        |
| 1966 | 812.186     | 2.413.000   | 33,7        | 868        | 386        | 482        | 935                       |         | 644       | 2.216     | 153        |
| 1970 | 842.760     | 2.521.700   | 33,4        | 891        | 370        | 521        | 945                       |         | 661       | 2.060     | 151        |
| 1976 | 596.400     | 2.542.655   | 23,5        | 919        | 383        | 536        | 648                       | 9       | 740       | 1.657     | 153        |
| 1980 | 630.274     | 2.694.200   | 23,4        | 958        | 428        | 530        | 657                       | 11      | 388       | 1.617     | 153        |
| 1990 | 395.000     | 1.600.000   | 24,7        | 559        | 295        | 264        | 706                       | 38      | 326       | 1.085     | 104        |
| 1999 | 422.000     | 1.700.000   | 24,8        | 433        | 227        | 206        | 974                       | 52      | 47        | 825       | 93         |
| 2000 | 422.500     | 1.760.299   | 24,0        | 393        | 194        | 199        | 1.075                     | 75      | 258       | 814       | 90         |
| 2001 | 422.500     | 1.760.300   | 24,0        | 384        | 194        | 190        | 1.100                     | 72      | 249       | 823       | 90         |
| 2002 | 425.210     | 1.744.050   | 24,4        | 366        | 193        | 173        | 1.161                     | 73      | 226       | 821       | 90         |
| 2003 | 425.210     | 1.744.050   | 24,4        | 417        | 247        | 170        | 1.019                     | 67      | 225       | 800       | 90         |
| 2004 | 425.210     | 1.744.050   | 24,4        | 425        | 273        | 152        | 1.000                     | 62      | 203       | 801       | 90         |
| 2010 | 444.008     | 1.850.035   | 24,0        | 417        | 255        | 162        | 1.064                     | 79      | 207       | 695       | 90         |
| 2012 | 553.000     | 1.801.000   | 30,7        | 396        | 236        | 160        | 1.396                     | 87      | 199       | 725       | 90         |
| 2017 | 441.736     | 1.776.095   | 24,9        | 403        | 245        | 158        | 1.096                     | 83      | 195       | 565       | 90         |
| 2020 | 475.600     | 1.912.500   | 24,9        | 334        | 191        | 143        | 1.423                     | 82      | 173       | 527       | 92         |
| 2022 | 475.000     | 1.890.000   | 25,1        | 318        | 175        | 143        | 1.493                     | 82      | 163       | 504       | 88         |

## Galleria d'immagini

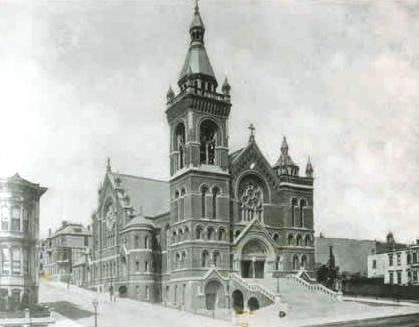
La cattedrale del 1891, distrutta da un incendio nel 1962
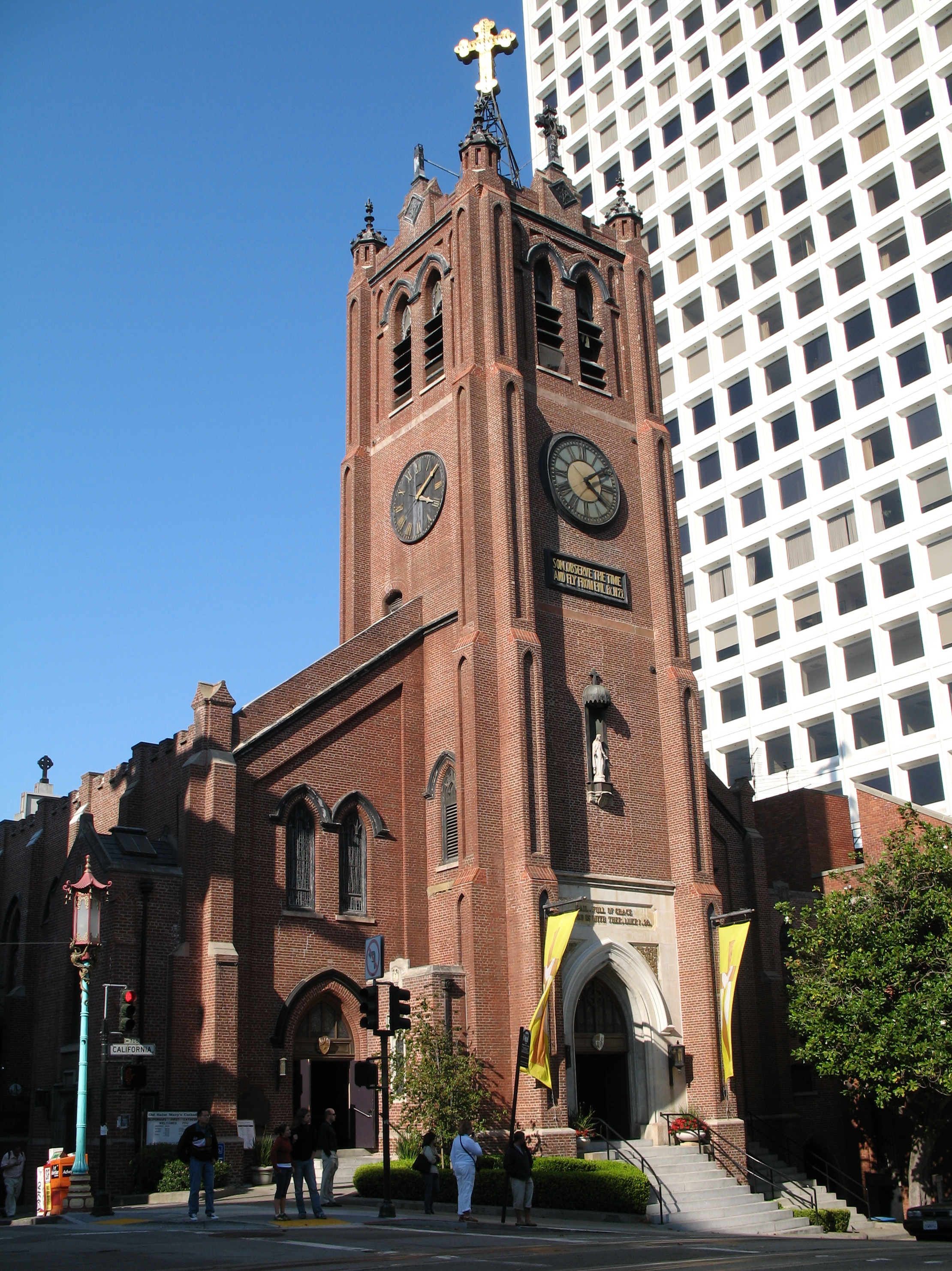
La chiesa di Santa Maria, che fu pro-cattedrale di San Francisco dopo il 1962
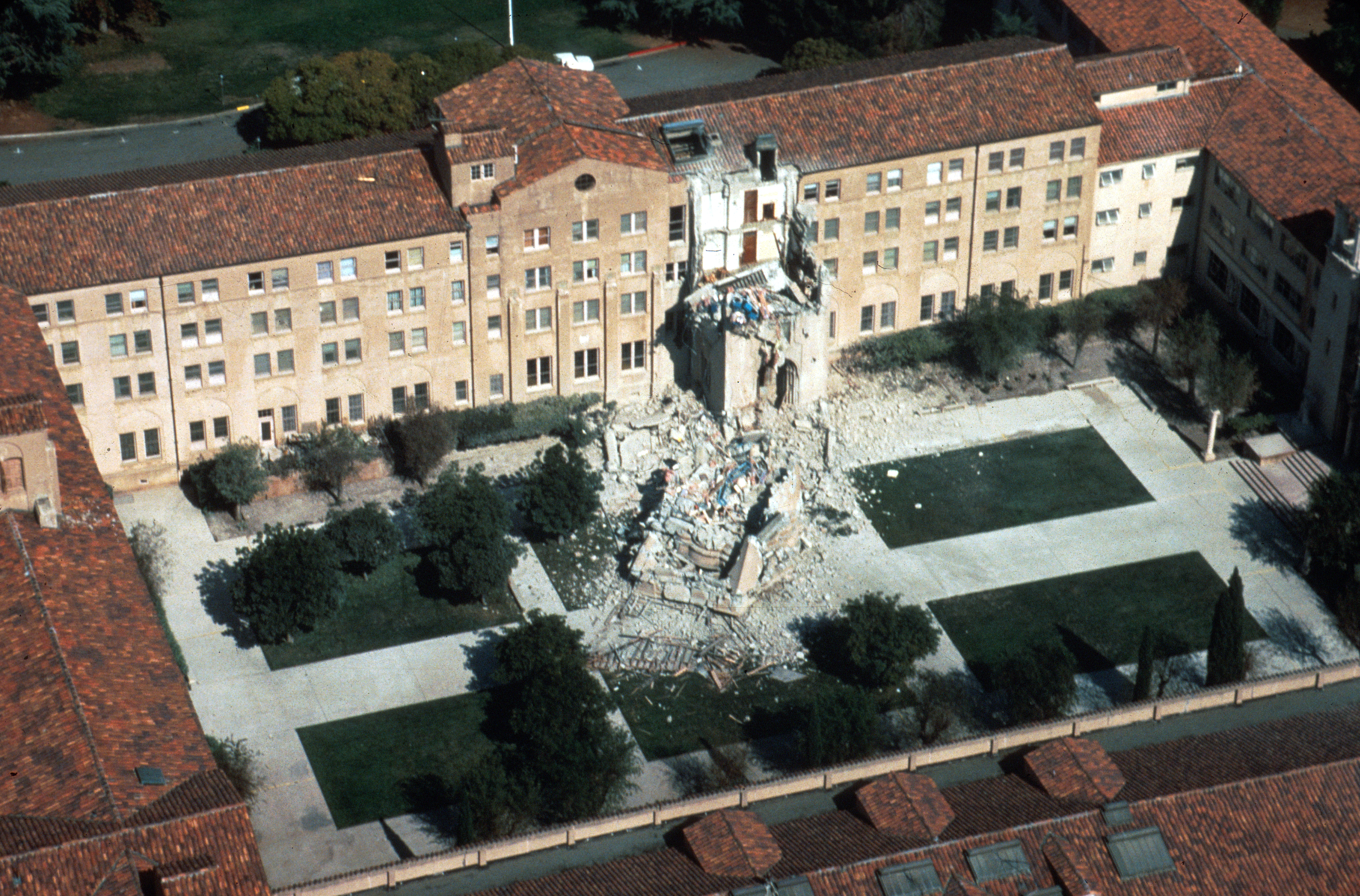
Il St. Joseph's College, seminario dell'arcidiocesi, parzialmente distrutto dal terremoto di Loma Prieta del 1989 e chiuso nel 1991